# Lễ hội Hoa Lư

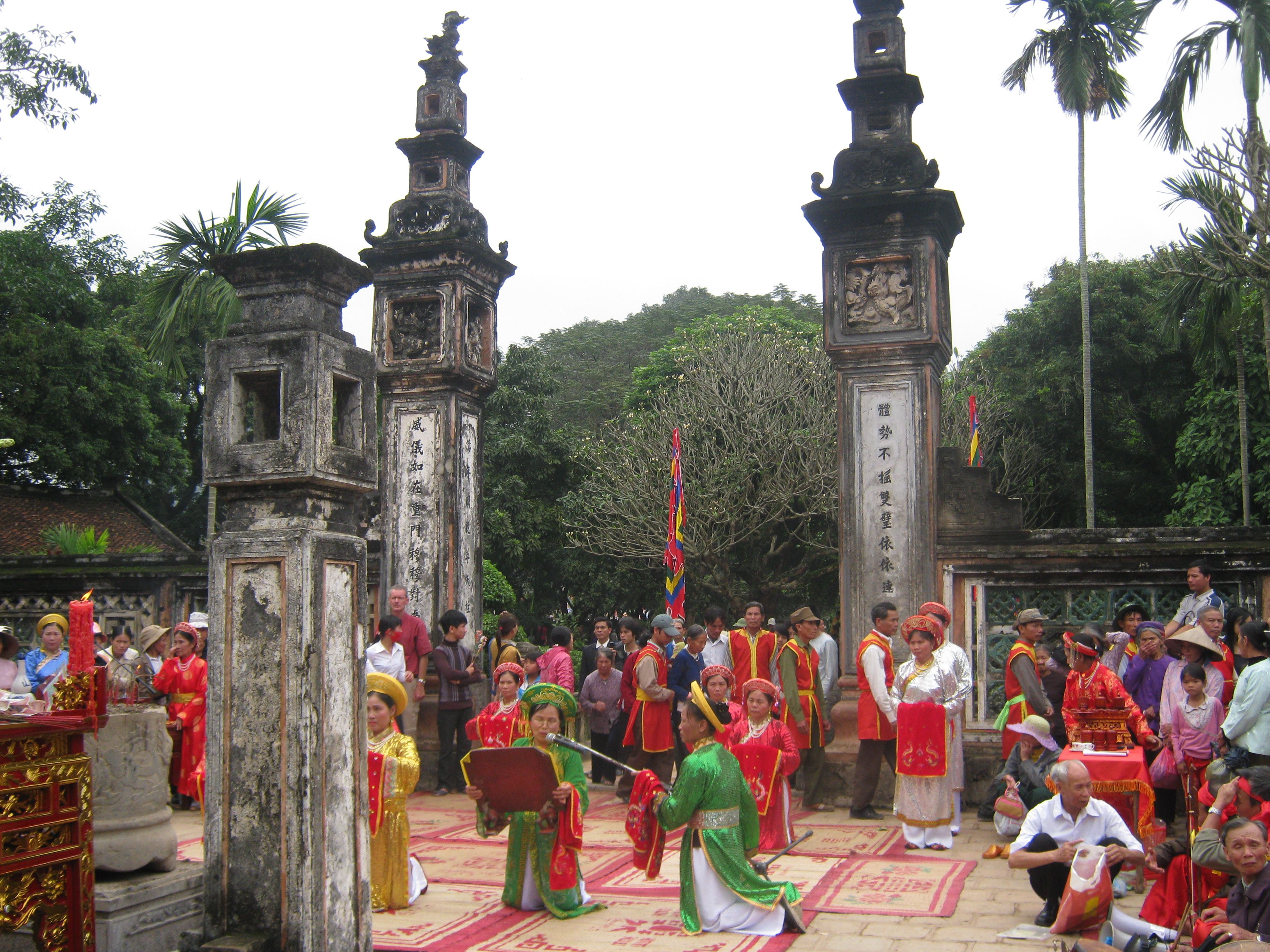
Lễ tế cổ truyền tại đền Vua Đinh Tiên Hoàng

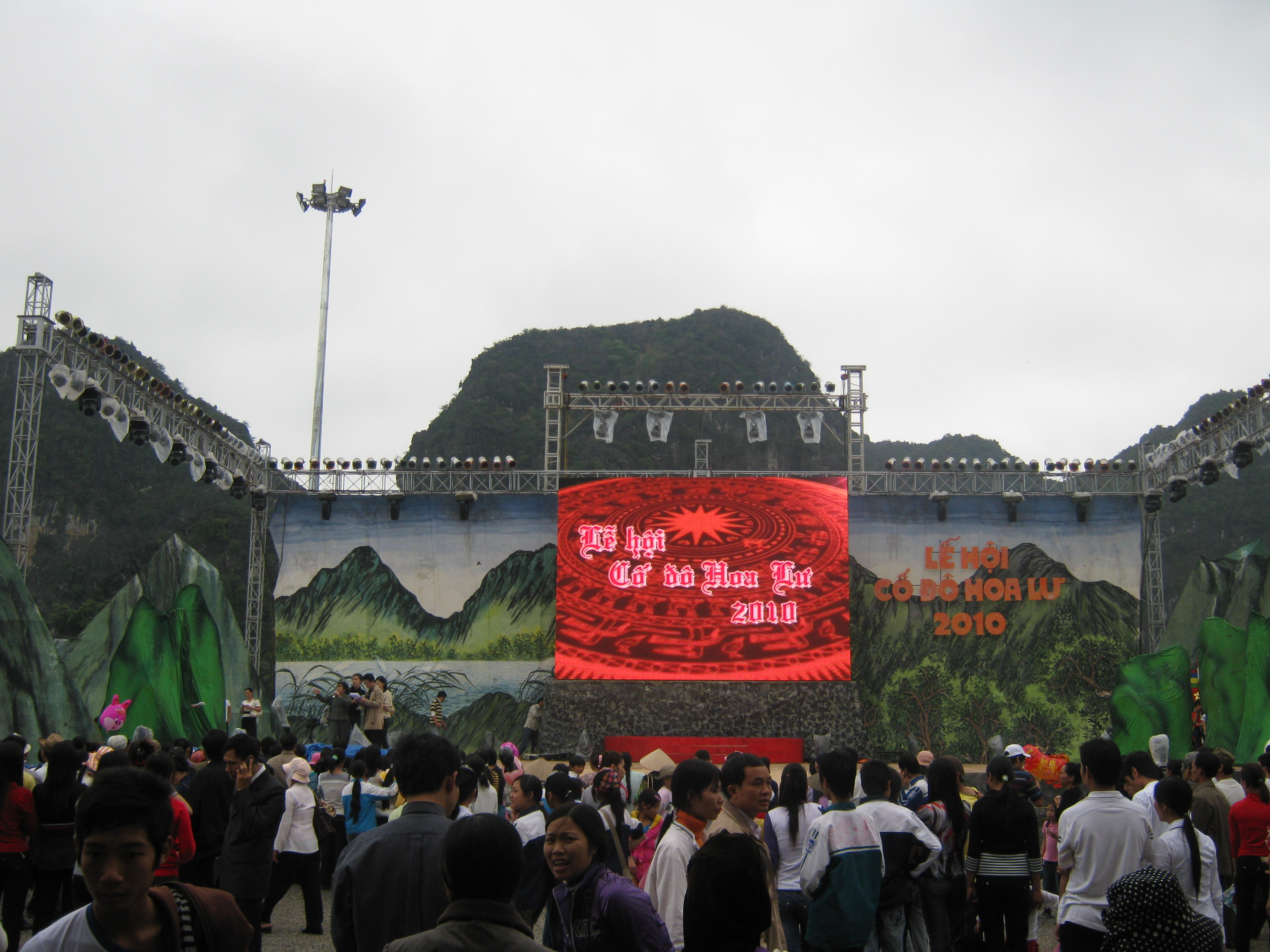
Sân khấu lễ hội Hoa Lư tại quảng trường cố đô Hoa Lư

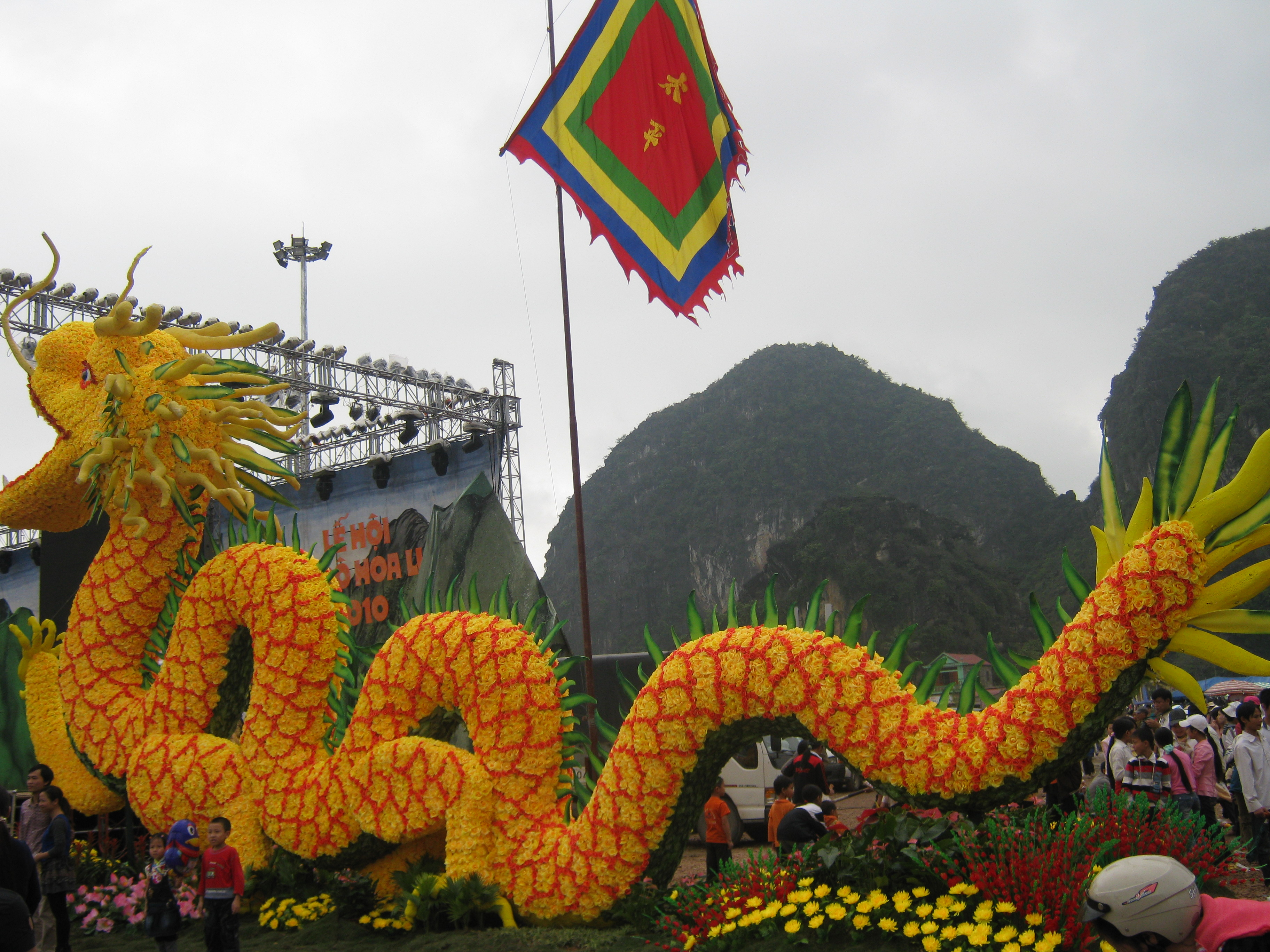
Rồng vàng trong lễ hội Cờ Lau

Lễ hội Hoa Lư là một lễ hội diễn ra hàng năm để tôn vinh vị anh hùng dân tộc Đinh Bộ Lĩnh đã xây dựng kinh đô Hoa Lư, lập ra nhà nước Đại Cồ Việt và mở đầu thời kỳ độc lập, thống nhất lâu dài của người Việt suốt các triều đại Đinh, Lê, Lý, Trần. Lễ hội Hoa Lư đã được xếp hạng là di sản văn hóa cấp quốc gia và đang được đề nghị nâng tầm tổ chức lễ hội theo nghi thức cấp nhà nước. Lễ hội Hoa Lư là lễ hội đã có lịch sử lâu đời, phản ánh đậm nét, sinh động về cuộc đời, thân thế và sự nghiệp của đức vua Đinh Tiên Hoàng và lịch sử Việt Nam qua ba triều đại Đinh, Lê, Lý. Lễ hội Hoa Lư xưa được các vương triều phong kiến tổ chức trang trọng ở cấp Nhà nước. Hiện nay, lễ hội Hoa Lư vẫn là lễ hội có tầm ảnh hưởng lớn, bảo lưu được những yếu tố văn hóa, văn nghệ dân gian đặc sắc và đang hướng tới nâng cấp thành quốc lễ.

## Lịch sử
Theo sử sách, từ khi Kinh đô Hoa Lư trở thành Cố đô, thì Lễ hội Hoa Lư ở đều được các Vương triều phong kiến Việt Nam coi như một Lễ trọng, một Quốc lễ. Đến ngày diễn ra Lễ hội ở Trường Yên, triều đình Thăng Long, hay triều đình Huế, đều cử các vị quan đại thần về Cố đô Hoa Lư tham dự và làm chủ tế.
Dưới triều Nguyễn, việc tế lễ Đức vua Đinh Tiên Hoàng trong Lễ hội Hoa Lư càng được triều đình Huế hết sức coi trọng. Theo sách Khâm định Đại Nam hội điển sự lệ thì hàng năm triều đình Nguyễn tổ chức đại lễ, tế miếu Đế vương các đời, trong đó có 4 vị được xem là đặc biệt quan trọng: Kinh Dương Vương, Lạc Long Quân, Hùng Vương và Đinh Tiên Hoàng. Ngoài việc triều đình Huế cử vị quan đại thần về Trường Yên tế lễ, từ năm 1823, vua Minh Mệnh còn cho dựng miếu Đức vua Đinh Tiên Hoàng ở xã Dương Xuân, kinh đô Huế. Tại đây, hàng năm hai kỳ tế Xuân Thu, thường thường vua Minh Mệnh trực tiếp đến tế, lễ Đức vua Đinh Tiên Hoàng, lễ vật gồm có: cỗ Thái Lao (tức Tam sinh: trâu, dê, lợn), xôi và hoa quả... Từ đó trở đi, triều đình quy định việc tế miếu Đinh Tiên Hoàng sẽ được cử hành hàng năm vào hai kỳ Xuân-Thu để “ngưỡng trông công đức thời trước, phải nên cử hành lễ trọng thể, để giãi tỏ tấm lòng thành kính” của triều đình.
Để có được lễ hội Hoa Lư như hiện nay là cả một quá trình, mà trong đó có sự hòa quyện cả những yếu tố lịch sử và cả những truyền thuyết dân gian. Lễ hội Hoa Lư là một loại hình sinh hoạt văn hóa cộng đồng phổ biến và đậm đà bản sắc dân tộc.

## Không gian

### Tên gọi
Từ thời nhà Lý đến các triều đại phong kiến về sau, vùng đất Ninh Bình được gọi là phủ Trường Yên. Tên gọi Trường Yên hay Trường An hay Tràng An đều có nghĩa là muôn đời bình yên. Vì vậy mà lễ hội lớn nhất vùng này cũng được mang tên là lễ hội Trường Yên. Tuy nhiên, do địa danh phủ Trường Yên xưa nay chỉ còn là tên của một xã nên không gian lễ hội đã vượt ra ngoài phạm vi tên gọi. Ngày 21/11/2016, Bộ trưởng Bộ Văn hóa, Thể thao và Du lịch Nguyễn Ngọc Thiện đã ký ban hành Quyết định về việc điều chỉnh tên gọi di sản văn hóa phi vật thể “Lễ hội Trường Yên” trong Danh mục di sản văn hóa phi vật thể quốc gia trở thành tên Lễ hội Hoa Lư.
Lễ hội Hoa Lư còn có tên là lễ hội cờ lau vì có màn diễn tái hiện cảnh Đinh Bộ Lĩnh với trò chơi "Cờ lau tập trận" hay lễ hội Đinh Lê vì không gian trọng tâm của lễ hội diễn ra ở các di tích đền Vua Đinh Tiên Hoàng và đền Vua Lê Đại Hành thuộc cố đô Hoa Lư.

### Quy mô
Lễ hội Hoa Lư là di sản văn hóa phi vật thể cấp quốc gia. Là một trong những lễ hội lớn nhất ở Ninh Bình nói riêng và ở Việt Nam nói chung, hiện đang được đề nghị tổ chức theo nghi thức Nhà nước với vai trò là ngày Quốc lễ.
Lễ hội truyền thống Hoa Lư có quy mô lớn nhất vào những năm có số hàng đơn vị là 8 vì tròn năm gắn với sự kiện Đinh Bộ Lĩnh đăng quang Hoàng đế và lập đô ở Hoa Lư năm 968. Lễ hội được mở vào mùa xuân, có thể vào ngày sinh của Đinh Bộ Lĩnh (15/2 âm lịch), hoặc đầu tháng 3 bắt đầu từ 6/3 đến 10/3 âm lịch (Tương truyền, ngày 10/3 là ngày Đinh Bộ Lĩnh lên ngôi Hoàng đế, ngày 8/3 là ngày mất của vua Lê Đại Hành) hoặc dịp rằm Trung thu tháng 8 là ngày mất của Đinh Tiên Hoàng. Những năm gần đây lễ hội tổ chức vào ngày Vua lên ngôi, tức dịp nghỉ lễ 10/3 âm lịch hàng năm.
Nhắc đến lễ hội Hoa Lư ở phủ Trường Yên xưa dân gian có câu:
"Ai là con cháu rồng tiên
Tháng Ba mở hội Trường Yên thì về".

## Phần lễ
Phần lễ gồm có: Lễ mở cửa đền, Lễ rước nước, Lễ dâng hương, Lễ rước lửa, Lễ mộc dục, Lễ tiến phẩm, Lễ rước kiệu, Lễ hội hoa đăng.

### Lễ mộc dục:
Lễ mộc dục là lễ tắm tượng thần. Lễ này thường được tiến hành vào nửa đêm hôm trước ngày khai hội. Trước khi thực hiện việc tắm tượng (lau chùi tượng thờ) phải làm lễ cáo thần. Sau lễ mộc dục là tế gia quan (mặc áo, đội mũ cho tượng thần). Đối với các vị quan đại thần nhà Đinh, Tiền Lê không có tượng mà chỉ có bài vị (thần vị) thì áo mũ đặt lên ngai. Sau đó tượng thần (hay thần vị, hoặc có khi chỉ là áo mũ) đặt lên kiệu, chuẩn bị cho đám rước thần sáng ngày khai hội.

### Lễ mở cửa đền
Lễ mở cửa đền được diễn ra ở 2 đền Vua Đinh Tiên Hoàng và đền Vua Lê Đại Hành trước thời gian diễn ra lễ hội 1 ngày. Sau lễ mở cửa đền, du khách thập phương được ra vào trong suốt thời gian diễn ra lễ hội mà không phải xuất trình vé vào cổng như ngày thường.

### Lễ rước nước
Lễ rước nước được bắt đầu từ 5-6 giờ sáng, Đoàn người khởi hành từ đền Vua Đinh Tiên Hoàng, đến bến sông Hoàng Long thì dừng lại lấy nước vào ché đem về đền. Cuộc rước được chuẩn bị khá công phu. Trước ngày khai hội, ở sông Hoàng Long chọn một cây tre lớn. Trên ngọn tre có treo một dải phướn màu vàng, ghi lời chú. Nội dung những lời chú đại lược là Thần dân, con cháu trăm họ luôn nhớ ơn rồng vàng ở sông này đã cứu giúp vị Hoàng Đế nhà Đinh; Cầu mong thần sông giữ cho dòng nước mát hiền hoà, phù trợ cho dân tránh mọi điều ác dữ… Đoàn rước đi theo thứ tự dẫn đầu là những người mang cờ ngũ sắc các loại, đi hàng đôi. Kế tiếp là phường nhạc bát âm, phường trống. Tiếp đến là một kiệu bát cống lớn có hương án do tám nam thanh niên trong trang phục lính tráng nhà Đinh xưa khoẻ mạnh khiêng, tiếp theo là các vị quan khách, đại biểu trung ương, địa phương. Rồi tiếp đến là những kiệu bát cống có tán do các thiếu nữ mang lễ vật. Đoàn người đi sau là các bô lão, những đội tế nữ quan của nhiều địa phương xa gần, nhân dân và du khách.
Lễ rước nước từ sông Hoàng Long được tổ chức tế lễ hết sức trang nghiêm, thành kính; biểu hiện của mối liên hệ mật thiết, hữu cơ giữa quá khứ, hiện tại và tương lai của cả cộng đồng, nó bao hàm những yếu tố: linh khí núi sông, tâm thức dân gian về cội nguồn đất nước, dân tộc, theo đạo lý: “Uống nước nhớ nguồn”. Phần độc đáo và đặc sắc nhất của lễ rước nước là màn múa rồng trên sông Hoàng Long của các đoàn thuyền.

### Lễ rước lửa
Đây là một nghi thức thực hiện ở 2 đền thờ Vua Đinh, hành trình khởi đầu từ nơi ông sinh ra và kết thúc tại nơi ông lên ngôi Hoàng đế, thể hiện sự kết nối giữa mạch nguồn tuổi thơ của vị anh hùng dân tộc đến khi trưởng thành lập lên sự nghiệp thống nhất giang sơn.
Ngọn lửa thiêng được rước từ đền thờ Đinh Bộ Lĩnh ở xã Gia Phương, Gia Viễn (Ninh Bình). Đoàn rước đuốc tiến hành dâng hương, cúng tế trời đất và tiến hành các nghi lễ xin lửa rồi diễu hành trên đường Vua Đinh tiến về Đền Vua Đinh Tiên Hoàng, tại xã Trường Yên, thành phố Hoa Lư để thắp sáng, truyền lửa thiêng trong thời kỳ diễn ra lễ hội.
Từ cố đô Hoa Lư, ngọn lửa thiêng lại được rước về các di tích khác thờ Vua Đinh, Vua Lê và các vị tướng thời Đinh, Tiền Lê. Cũng tại lễ hội Trường Yên, Ngọn lửa thiêng còn được rước từ đền thờ vua Đinh Tiên Hoàng về tượng đài Lý Thái Tổ, quận Hoàn Kiếm, Hà Nội để khai mạc một số sự kiện văn hóa, thể thao khác.

### Lễ tế chính
Ngay sau khi đoàn rước nước trở về sân khấu trung tâm lễ hội, sau nghi thức thả rồng bay thì khởi điểm phần lễ tế tại 2 đền Vua Đinh, Vua Lê. Phần tế có sự tham gia của nhiều đoàn theo lịch đăng ký. Các đoàn rước kiệu và chân nhang từ các di tích thờ các danh nhân thời Đinh - Lê sẽ tham gia rước kiệu về 2 đền, hầu hết các đoàn ở cự ly xa phải rước trên xe lễ hội tiến về Hoa Lư. Lễ tế được tiến hành sau đó cả ban ngày và ban đêm ở cả đền vua Đinh và vua Lê với nội dung ca ngợi công đức của hai vị vua, sen kẽ đó du khách vào thắp hương tưởng niệm. Tham gia lễ tế có nhiều đoàn trong vùng và cả những nơi khác có đền thờ 2 Vua Đinh Tiên Hoàng, Lê Đại Hành cũng rước kiệu về dự lễ.

### Lễ tiến phẩm
Lễ tiến phẩm, hay lễ dâng đồ cúng ở Lễ hội Trường Yên được thực hiện lồng ghép cùng lễ tế của các đoàn. Ngoài ra còn có phần thi mâm ngũ quả tiến vua chọn ra những mâm ngũ quả xuất sắc tiến dâng trong các đền.

### Lễ rước kiệu
Lễ rước kiệu được tổ chức từ các di tích thời Đinh - Tiền Lê trong vùng về tới cố đô Hoa Lư để tham dự lễ hội Trường Yên. Tùy theo cự ly xa hay gần mà đoàn rước kiệu đi bộ hoặc rước xe hoa rồi diễu hành hướng về cố đô Hoa Lư. Đây là nghi lễ có tính chất kết nối tâm linh giữa các di tích thời Đinh Lê với nhau và với trung tâm cố đô Hoa Lư.

### Lễ hội hoa đăng
Lễ hội hoa đăng do Giáo hội Phật giáo tỉnh Ninh Bình, cùng với các Tăng Ni, Phật tử tiến hành. Hoa Lư xưa là trung tâm phật giáo dưới thời Đinh, Tiền Lê, Lý và ngày nay vẫn còn rất nhiều chùa cổ còn tồn tại trong khu vực này. Sau màn lễ cầu siêu, vào khoảng 19h tối trên bến sông Sào Khê sát quảng trưởng cố đô, các phật tử cùng tiến hành nghi lễ và thả hoa đăng xuống dòng sông này. Hoa đăng có nghĩa là đèn hoa. Lễ hội Hoa đăng là lễ hội thắp đèn được trang trí bằng những chiếc đèn hoa. Lễ hội Hoa đăng nhằm mục đích tôn vinh những giá trị tinh thần, giá trị tâm linh và văn hóa của người cố đô vào những ngày lễ lớn. Lễ hội Hoa đăng vừa ấm cúng, thẩm mỹ, giàu truyền thống vừa mang lại giá trị tâm linh mở đầu cho một năm mới tốt đẹp.
Nghi lễ này thể hiện lòng hiếu kính hướng về cửu huyền thất tổ, tình yêu nước, sự tri ân hướng về các thế hệ cha ông đã hy sinh xương máu để bảo vệ chủ quyền non sông. Đây cũng là sự thể hiện lòng trắc ẩn đối với vong linh những người đã hy sinh vì đất nước. Nghi lễ thường kết thúc vào 23h tối cùng ngày.

## Phần hội
Phần hội có các trò chơi dân gian đặc sắc như cờ lau tập trận, đua thuyền, múa gậy, cờ người, xếp chữ, ném còn, thi hát chèo, vật, viết chữ nho.v.. Ngoài các trò chơi ở các lễ hội dân gian Việt Nam khác. Lễ hội Hoa Lư có một số trò chơi hội đặc trưng, tiêu biểu như:

### Khai mạc lễ hội
Đây là màn diễn sân khấu đương đại để khai mạc lễ hội và truyền hình trực tiếp. Sau lời giới thiệu đại biểu, diễn văn khai mạc, phát biểu của các vị lãnh đạo Trung ương và địa phương là màn trống hội Hoa Lư, các màn diễn tái hiện lịch sử trọng đại diễn ra tại kinh đô Hoa Lư xưa như: sự kiện lên ngôi hoàng đế của Đinh Bộ Lĩnh và Lê Hoàn; đánh thắng giặc Tống; dời đô về Thăng Long do Nhà hát Chèo Ninh Bình thực hiện và kết thúc là màn thả rồng bay lên cho tới hết buổi sáng khai mạc.

### Cờ lau tập trận
Cờ lau tập trận là trò diễn dân gian nhằm diễn tả lại những buổi tập dượt, rèn luyện của người anh hùng Đinh Bộ Lĩnh tuổi niên thiếu. Tham gia màn diễn trò Cờ lau tập trận gồm 60 em thiếu niên 13-15 tuổi. Em khôi ngô nhất được chọn đóng Đinh Bộ Lĩnh, đội mũ bình thiên bằng rơm, tay cầm bông lau có tán vàng, tán tía. Quân Thung Lau, Thung Lá có chiêng, trống cái, thanh la, đứng hai bên múa hát đối đáp và diễn cảnh vua Đinh cầm cờ lau tập trận. Hội diễn thể hiện ý chí của Đinh Bộ Lĩnh và ba quân.

### Xếp chữ Thái Bình
Màn diễn xếp chữ Thái Bình để tưởng nhớ niên hiệu mà vua Đinh Tiên Hoàng đặt khi lên ngôi, đây cũng là tên gọi của đồng tiền Thái Bình đầu tiên ở Việt Nam. Tham gia màn này có 120 thiếu nữ mặc áo tứ thân màu xanh, tay cầm cờ, theo nhịp trống giục 3 tiếng một mà chạy kéo chữ. Hàng thứ nhất kéo chữ Thái, chạy vòng lên phía trước kéo xuống thành nét "thanh", rồi lại vòng lên phía tay trái kéo xuống thành nét "mác", cuối cùng chạy vòng lên phía tay phải kéo xuống tạo thành nét "chấm". Vậy là thành chữ "Thái". Trong khi đó, ở hàng thứ 2, các em chạy và kéo chữ "Bình". Cả hai hàng hạ cờ làm nổi rõ hai chữ "Thái bình".

## Các sự kiện hưởng ứng
Các sự kiện hưởng ứng, chào mừng lễ hội Trường Yên diễn ra rộng khắp tỉnh Ninh Bình, đặc biệt là ở thành phố Hoa Lư và các huyện Nho Quan, Gia Viễn, Hoa Lư.

### Người đẹp Hoa Lư
Cuộc thi "Người đẹp Hoa Lư" là cuộc thi sắc đẹp lớn nhất tỉnh Ninh Bình dành cho các thí sinh nữ quê Ninh Bình hoặc làm việc tại Ninh Bình. Các vòng loại đã diễn ra trước đó, vòng chung kết thường diễn ra vào dịp lễ hội Hoa Lư. Từ năm 2018, cuộc thi lấy tên là "Người đẹp Hoa Lư"
Nhiều gương mặt thành đạt từng trải qua cuộc thi người đẹp kinh đô Hoa Lư như: Nguyễn Mai Thu, Phạm Thị Thùy Dương, Bùi Thị Thu 2006; Lê Thị Hằng, Lê Thị Thuỳ Linh, Bùi Thị Loan 2007; Bùi Thị Bích Ngọc, Đinh Thị Thu Hằng, Hoàng Thị Thu Hằng 2008; Phạm Thị Mỹ Huyền, Trịnh Thị Vân Giang, Vũ Thị Lan Anh 2018; Nguyễn Thùy Trang, Bùi Thị Thanh, Dương Thị Thanh Hằng 2019…

### Hội thi hát chèo
Là cái nôi sản sinh nghệ thuật sân khấu chèo và tuồng, vào dịp lễ hội Hoa Lư, hội thi hát chèo do nhà hát Chèo Ninh Bình tổ chức diễn ra với sự tham gia của nhiều cá nhân, các đoàn nghệ thuật trong vùng. Riêng sự kiện dời đô và màn trống hội Thăng Long thường do nhà hát Chèo Hà Nội đảm nhiệm.

### Cúp bóng chuyền Hoa Lư
Giải bóng chuyền cúp Hoa Lư là một trong những sự kiện thể thao lớn diễn ra thường niên để chào mừng lễ hội Hoa Lư. Đây là giải thi đấu bóng chuyền trong hệ thống các giải đấu bóng chuyền Việt Nam dành cho các câu lạc bộ bóng chuyền tham dự giải vô địch quốc gia có thành tích tốt nhất. Giải do Liên đoàn bóng chuyền Việt Nam và tỉnh Ninh Bình (thường kết hợp với một nhà tài trợ) đăng cai tổ chức từ năm 2004. Tính đến mùa giải năm 2018, giải đã có 12 lần được tổ chức. 2 đội Nam Tràng An Ninh Bình và Nữ Thông tin Liên Việt PostBank đang nắm giữ thành tích tốt nhất với 5 và 4 lần đoạt chức vô địch Giải bóng chuyền cúp Hoa Lư.

### Quảng bá du lịch
Lễ hội Hoa Lư là dịp để quảng bá du lịch Ninh Bình. Hàng năm, tại thời kỳ diễn ra lễ hội thường có các hội thảo, triển lãm về du lịch diễn ra tại quảng trường cố đô Hoa Lư và trung tâm thành phố Hoa Lư.
- Triển lãm ảnh nghệ thuật "Non nước Ninh Bình"
- Trưng bày hình ảnh, hiện vật về kinh đô Hoa Lư
- Trưng bày, giới thiệu về sản phẩm làng nghề và đặc sản Ninh Bình.

### Các giải đấu thể thao
- Hội thi vật dân tộc,
- Hội thi chèo thuyền,
- Hội thi kéo co,
- Hội thi cờ người, chọi gà,
- Giải bóng chuyền nam.

### Các sự kiện văn hóa khác
- Hội trại thanh niên,
- Giao lưu nghệ thuật quần chúng,
- Biểu diễn nghệ thuật chuyên nghiệp,
- Biểu diễn trống hội và cồng chiêng,

## Đề nghị nâng cấp thành quốc lễ
- Ngày 17/4/2015, Hội Khoa học Lịch sử Việt Nam đã phối hợp với UBND tỉnh Ninh Bình tổ chức hội thảo "Vai trò của Đinh Tiên Hoàng với sự nghiệp thống nhất quốc gia và việc nâng cấp lễ hội Trường Yên thành lễ hội cấp nhà nước."[14] Buổi tọa đàm đã nghiên cứu, thu nhập, đánh giá đầy đủ, có căn cứ khoa học về vai trò của Đinh Tiên Hoàng Đế với sự nghiệp thống nhất quốc gia, thành lập nước Đại Cồ Việt, làm cơ sở xác nhận giá trị và tiếp tục tôn vinh xứng tầm những giá trị văn hóa lịch sử có giá trị nổi bật toàn cầu của di sản văn hóa thế giới Tràng An. Để từ đó đề xuất một ngày lễ quốc gia cho sự kiện lịch sử thành lập Nước Đại Cồ Việt và nâng cấp lễ hội Trường Yên thành lễ hội cấp Nhà nước. Hầu hết ý kiến của các Đại biểu đều ủng hộ mạnh mẽ quan điểm cần phải nâng tầm của lễ hội Trường Yên thành lễ hội cấp Nhà nước.[15]
- Ngày 20/3/2016, Chủ tịch nước Trương Tấn Sang đã về thăm và làm việc với cán bộ chủ chốt của tỉnh Ninh Bình. Cùng đi với Chủ tịch nước có Thượng tướng Bế Xuân Trường, Ủy viên Trung ương Đảng, Thứ trưởng Bộ Quốc phòng; lãnh đạo Văn phòng Chủ tịch nước, Bộ Văn hóa Thể thao và Du lịch. Tại buổi làm việc, đoàn công tác đã trao đổi, ghi nhận một số kiến nghị, đề xuất của tỉnh Ninh Bình với Trung ương. Cụ thể là về việc đề nghị công nhận Lễ hội Trường Yên là lễ hội cấp nhà nước với ngày 9/3 âm lịch là Ngày nghỉ lễ Quốc gia và được lập đề án, chuẩn bị các điều kiện để kỷ niệm 1050 năm thành lập nước Đại Cồ Việt vào năm 2018; bố trí cho Dự án về bảo tồn, trùng tu, tôn tạo, phát huy giá trị lịch sử, văn hóa cố đô Hoa Lư và những dự án có liên quan đến nhà nước Đại Cồ Việt là một dự án riêng đặc thù, bố trí nguồn ngân sách Trung ương trung hạn giai đoạn 2016-2020.[16]
- Ngày 13/4/2016 của Thủ tướng Chính phủ Việt Nam đã phê duyệt Quyết định số 628/QĐ-TTG về chủ trương đầu tư Dự án Bảo quản, tu bổ, tôn tạo và mở rộng phạm vi một số di tích có liên quan đến Nhà nước Đại Cồ Việt nhằm phát huy giá trị lịch sử - văn hóa Cố đô Hoa Lư. Mục tiêu đầu tư là tôn tạo, nâng cấp một số di tích thuộc Khu di tích quốc gia đặc biệt Cố đô Hoa Lư hướng đến kỷ niệm 1050 năm thành lập nhà nước Đại Cồ Việt.[17]
- Lễ hội Trường Yên 2016 diễn ra trong 3 ngày (từ 15-17/4/2016), được tổ chức theo quy mô cấp tỉnh và có nhiều điểm mới với vị thế là Di sản văn hoá phi vật thể Quốc gia. Đây là năm thứ hai Ninh Bình thực hiện thí điểm một số nội dung mới để từ đó xây dựng kịch bản Lễ hội đầy đủ làm cơ sở xây dựng Đề án trình Chính phủ nâng tầm Lễ hội Trường Yên từ di sản văn hóa cấp quốc gia thành Lễ hội theo nghi thức cấp Nhà nước.[18]